# Erdbeben in Haiti 2010
Das Erdbeben in Haiti 2010 war ein schweres Erdbeben, das sich am 12. Januar 2010 um 21:53 UTC (16:53 Uhr Ortszeit) ereignete. Das Epizentrum lag 25 Kilometer südwestlich der Hauptstadt Haitis, Port-au-Prince, das Hypozentrum etwa 13 Kilometer darunter. Die Stärke des Erdbebens wurde vom United States Geological Survey (USGS) mit 7,0 Mw auf der Momenten-Magnituden-Skala gemessen.
Eine Erfassung und Identifizierung der Opfer fand aufgrund der chaotischen Verhältnisse meist nicht statt, sodass die Opferzahlen nur geschätzt werden können. In den Monaten nach dem Beben bewegten sich die Schätzungen der verschiedenen Organisationen zwischen 220.000 und 500.000 Todesopfern.
Premierminister Bellerive gab ein Jahr nach dem Beben abschließend bekannt, dass sich die Zahl der Toten auf etwa 316.000 beläuft.
Damit handelt es sich um das schwerste Beben in der Geschichte Nord- und Südamerikas sowie um das weltweit verheerendste Beben des 21. Jahrhunderts.
Über 310.000 weitere Personen wurden verletzt und schätzungsweise 1,85 Millionen Menschen obdachlos. Insgesamt sind etwa 3,2 Millionen Menschen, das heißt ein Drittel der Bevölkerung Haitis, von der Naturkatastrophe betroffen.
Die haitianische Regierung schätzt, dass durch das Erdbeben 250.000 Wohnungen und 30.000 Geschäfte zerstört wurden. Der entstandene wirtschaftliche Schaden wird mit etwa 7,8 Milliarden US-Dollar (umgerechnet 5,4 Milliarden Euro) angegeben, ein Betrag, der das jährliche Bruttoinlandsprodukt des Landes übersteigt.

## Betroffene Regionen

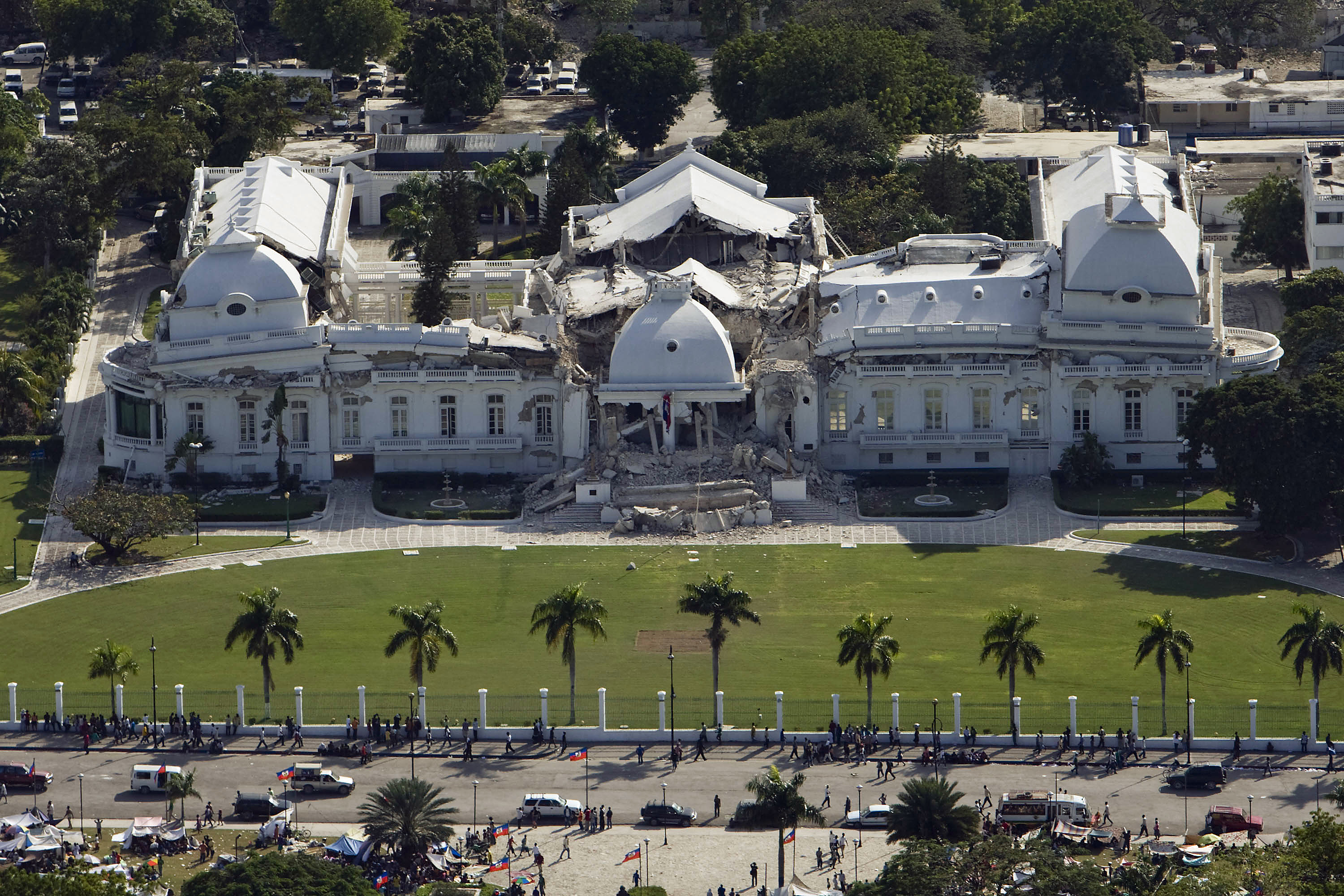
Zerstörter Präsidentenpalast

Am stärksten betroffen vom Erdbeben waren die Départements Ouest (Westen; mit der Hauptstadt Port-au-Prince), Sud-Est (Südosten) und Nippes (auf der Halbinsel Tiburon, Nordküste). Sie liegen im Süden des Landes auf der Tiburon-Halbinsel am Golf von Gonâve und im südöstlichen Landesteil, der Grenzregion zur Dominikanischen Republik. Bezogen auf die Insel Hispaniola ist das der südwestliche Inselteil.
Die am schwersten betroffene Stadt war Léogâne, 30 Kilometer westlich von Port-au-Prince mit einem Zerstörungsgrad von 90 Prozent. Wegen ihrer Größe gab es in der Hauptstadt Port-au-Prince und ihren Vororten aber die meisten Todesopfer und die meisten Opfer des Bebens durch Wohnungsverlust und Verletzungen.

## Tektonischer Hintergrund

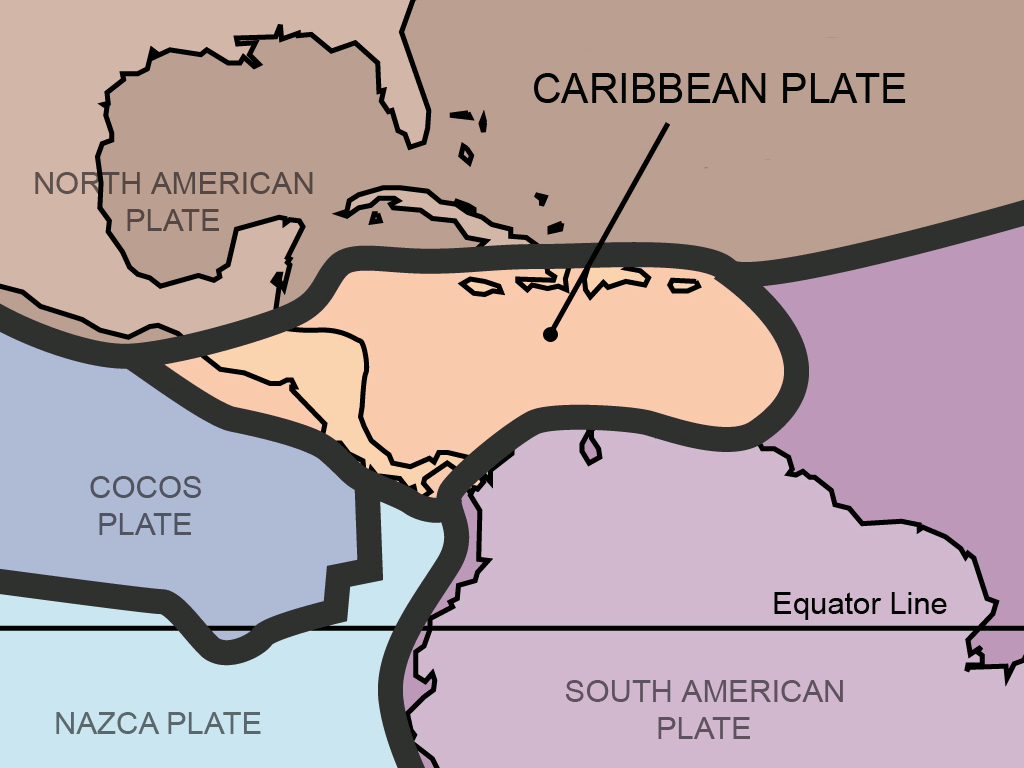
Lage der Karibischen Platte

Das Erdbeben vom 12. Januar 2010 ereignete sich in der Grenzregion zwischen der Karibischen und der Nordamerikanischen Platte. Diese Plattengrenze wird von einer linksseitigen Blattverschiebung dominiert, an der wegen des unregelmäßigen Verlaufs der Grenze die Platten nicht nur aneinander vorbeigleiten, sondern auch in Bereichen gestaucht werden. Die Platten verschieben sich hier um etwa 20 Millimeter jährlich, wobei sich die Karibische Platte im Verhältnis zur Nordamerikanischen Platte ostwärts bewegt.

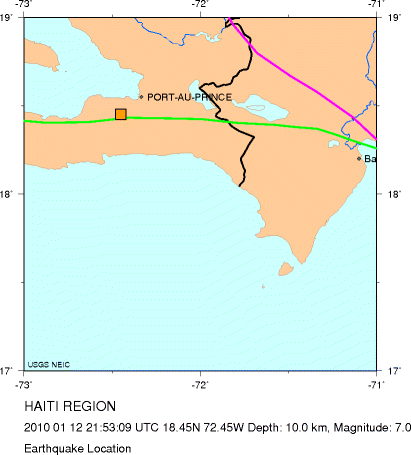
Die grüne Linie zeigt die EPG-Verwerfung auf der Tiburon-Halbinsel

Haiti liegt im westlichen Teil der zwischen Puerto Rico und Kuba gelegenen Insel Hispaniola. Im Gebiet der geographischen Länge des Erdbebens vom 12. Januar ist die Bewegung zwischen den Platten zwischen zwei größeren von Westen nach Osten laufenden Verwerfungen aufgeteilt – die Septentrional-Verwerfung im Norden und die Enriquillo-Plantain-Garden-Verwerfung (Enriquillo-Plantain Garden Fault Zone, EPGFZ) im Süden der Insel.
Ort und Herdmechanismus des Erdbebens lassen sich durch die seitliche Verschiebung an der EPGFZ erklären.
An dieser Verwerfung erfolgt eine mittlere jährliche Bewegung von etwa 7 Millimetern, was nach Einschätzung der USGS-Experten vermutlich der Grund für die historischen großen Erdbeben in den Jahren 1860, 1770, 1761, 1751, 1684, 1673 und 1618 ist – bestätigende Feldstudien dafür liegen nicht vor. An der nördlicheren Verwerfung ereignete sich das Erdbeben von 1946 mit einer Magnitude von 8,0.
In einer Forschungsarbeit aus dem Jahr 2008 war auf Grund der tektonischen Spannungen, die sich seit dem bis dahin letzten schweren Erdbeben an der Enriquillo-Plantain-Garden-Verwerfung im Süden der Dominikanischen Republik im Jahr 1751 aufgestaut hatten, für ein Einzelbeben eine zu erwartende Stärke von 7,2 Magnituden abgeschätzt worden.
Der Abschnitt der Verwerfung, an dem sich zuletzt das Beben von 1751 ereignet hatte, war seit 40 Jahren auffallend ruhig, was typisch für eine voll geblockte Verwerfung ist.
Tatsächlich haben sich nun die beiden Plattenränder um rund zwei Meter gegeneinander verschoben und recht genau die vorausgesagte Energie freigesetzt und damit die Verschiebung, die zuvor blockiert war, aufgeholt.

## Verlauf des Bebens

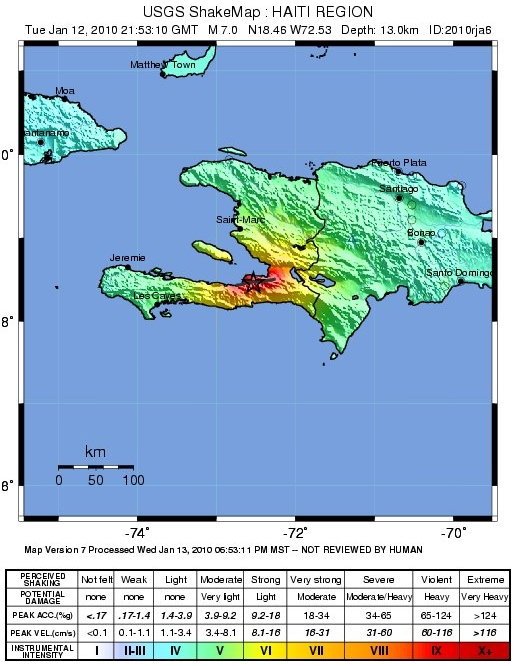
Karte des US Geological Survey zum Erdbeben

Verlauf der Haupt- und Nachbeben mit Magnituden über 4,0 nach den Daten des USGS

Das Hauptbeben ereignete sich nach den Angaben des United States Geological Survey (USGS) am Dienstag, 12. Januar, um 16:53:10 Uhr Ortszeit (21:53 Uhr UTC).
Das Hypozentrum des Erdbebens lag etwa 25 Kilometer westsüdwestlich der haitianischen Hauptstadt Port-au-Prince in einer Tiefe von etwa 13 Kilometern und besaß die Stärke von 7,0 auf der Momenten-Magnituden-Skala (laut Angaben des USGS).
Das Geoforschungszentrum Potsdam ermittelte eine Magnitude von 7,2 und eine Tiefe von 17 Kilometern. Das Erdbeben dauerte 35 Sekunden.
Durch die flache Lage des Erdbebenherdes lag die Beschleunigung im Epizentrum deutlich oberhalb der Erdbeschleunigung, so dass große Teile der Bebauung zerstört und Autos in die Luft geworfen wurden. Auch in der Dominikanischen Republik war das Erdbeben zu spüren, richtete aber dort keine großen Schäden an.
Es folgten mehrere Nachbeben mit einer Stärke bis zu 6,1. Für Kuba, Haiti, die Bahamas und die Dominikanische Republik wurde zehn Minuten nach dem Hauptbeben vorsorglich eine Tsunami-Warnung ausgegeben, nach einigen Stunden aber wieder aufgehoben.
Mindestens zwei Tsunamis, ausgelöst vermutlich durch unterseeische Rutschungen, haben die Küsten Haitis an der Bucht von Port-au-Prince beziehungsweise an der Südküste getroffen, wobei die Wellenhöhe bis zu 3 m betragen haben soll.
Die Auswirkungen des Erdbebens waren vor allem in Haiti und der Dominikanischen Republik, den Turks- und Caicosinseln, im Südosten Kubas und im Osten Jamaikas sowie in Teilen von Puerto Rico und den Bahamas zu spüren, aber auch in Tampa (Florida) und Caracas (Venezuela) bemerkbar.
| Zeitpunkt (UTC)             | Magnitude | Koordinaten        | Tiefe in km |
| --------------------------- | --------- | ------------------ | ----------- |
| 12. Jan. 2010, 21:53:11 Uhr | 7,0       | 18,37° N, 72,55° W | 17          |
| 12. Jan. 2010, 22:00:42 Uhr | 5,6       | 18,37° N, 72,78° W | 14          |
| 12. Jan. 2010, 22:12:04 Uhr | 5,7       | 18,39° N, 72,55° W | 10          |
| 12. Jan. 2010, 23:12:05 Uhr | 5,9       | 18,41° N, 72,44° W | 10          |
| 20. Jan. 2010, 11:03:45 Uhr | 6,1       | 18,42° N, 72,85° W | 16          |
| 1.                          |           |                    |             |

## Schäden

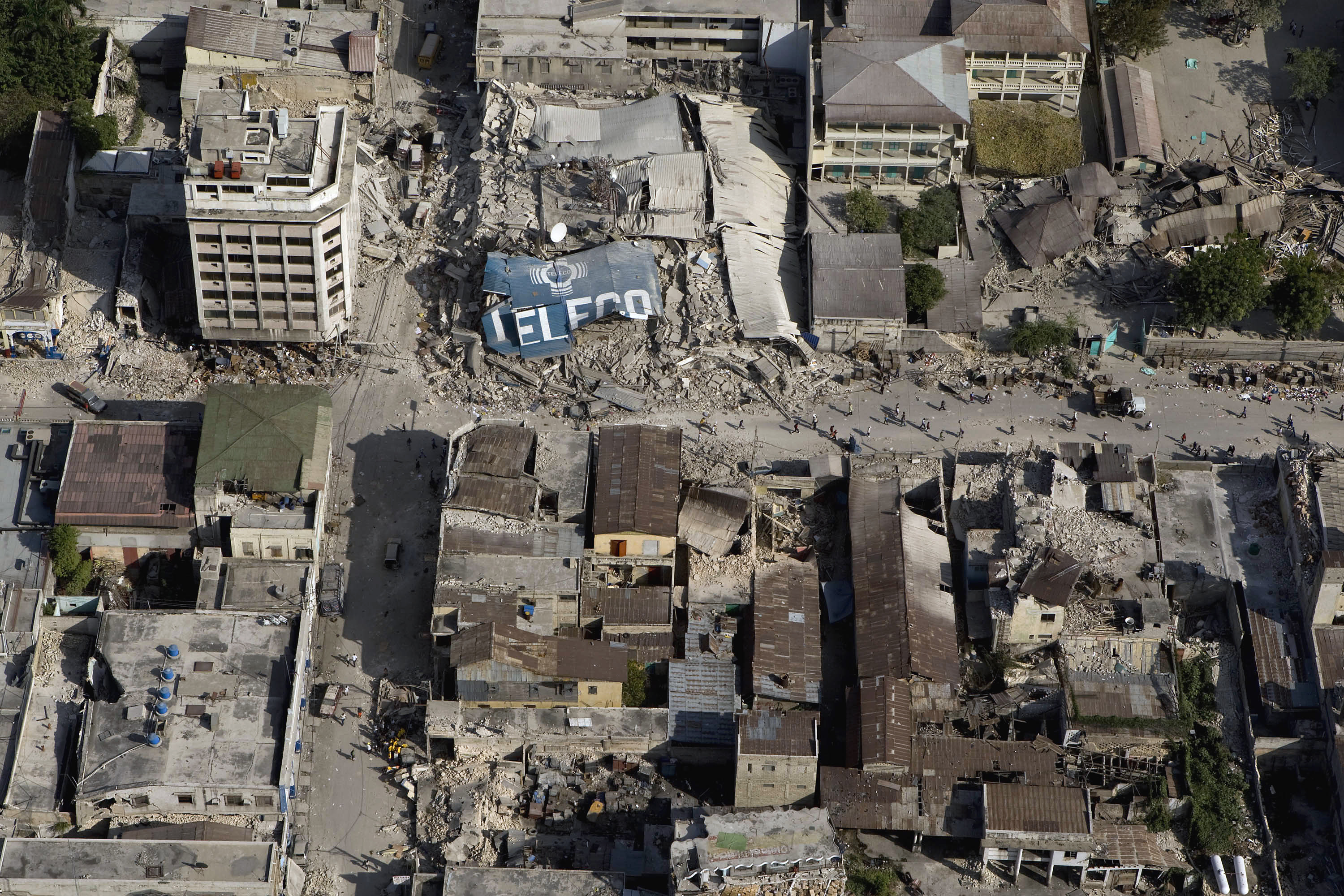
Zerstörungen an der Kreuzung von Rue Pavée und Boulevard Jean-Jacques Dessalines im Zentrum von Port-au-Prince (Blick nach Westen)

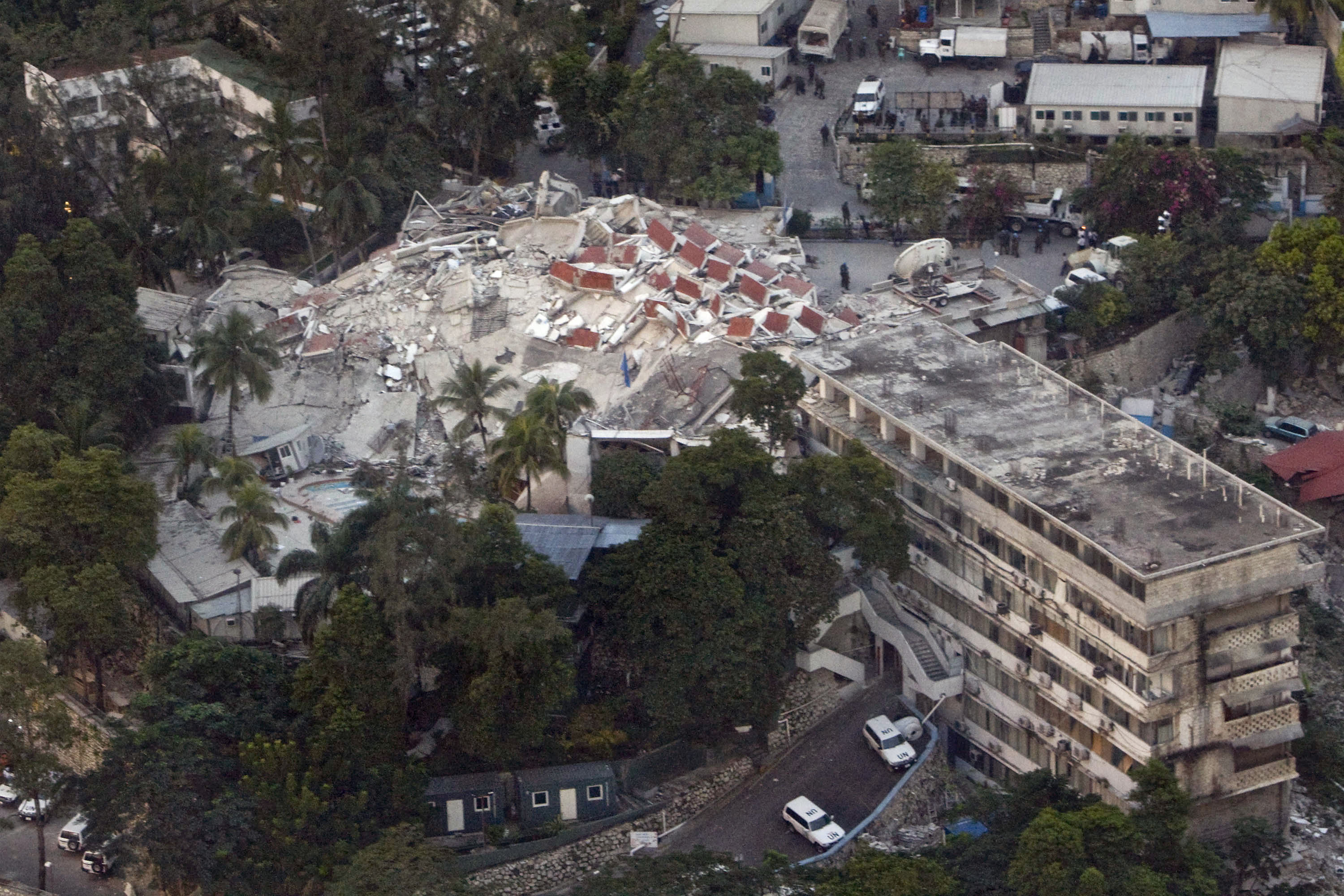
Christopher Hotel, bisheriges UN-Hauptquartier

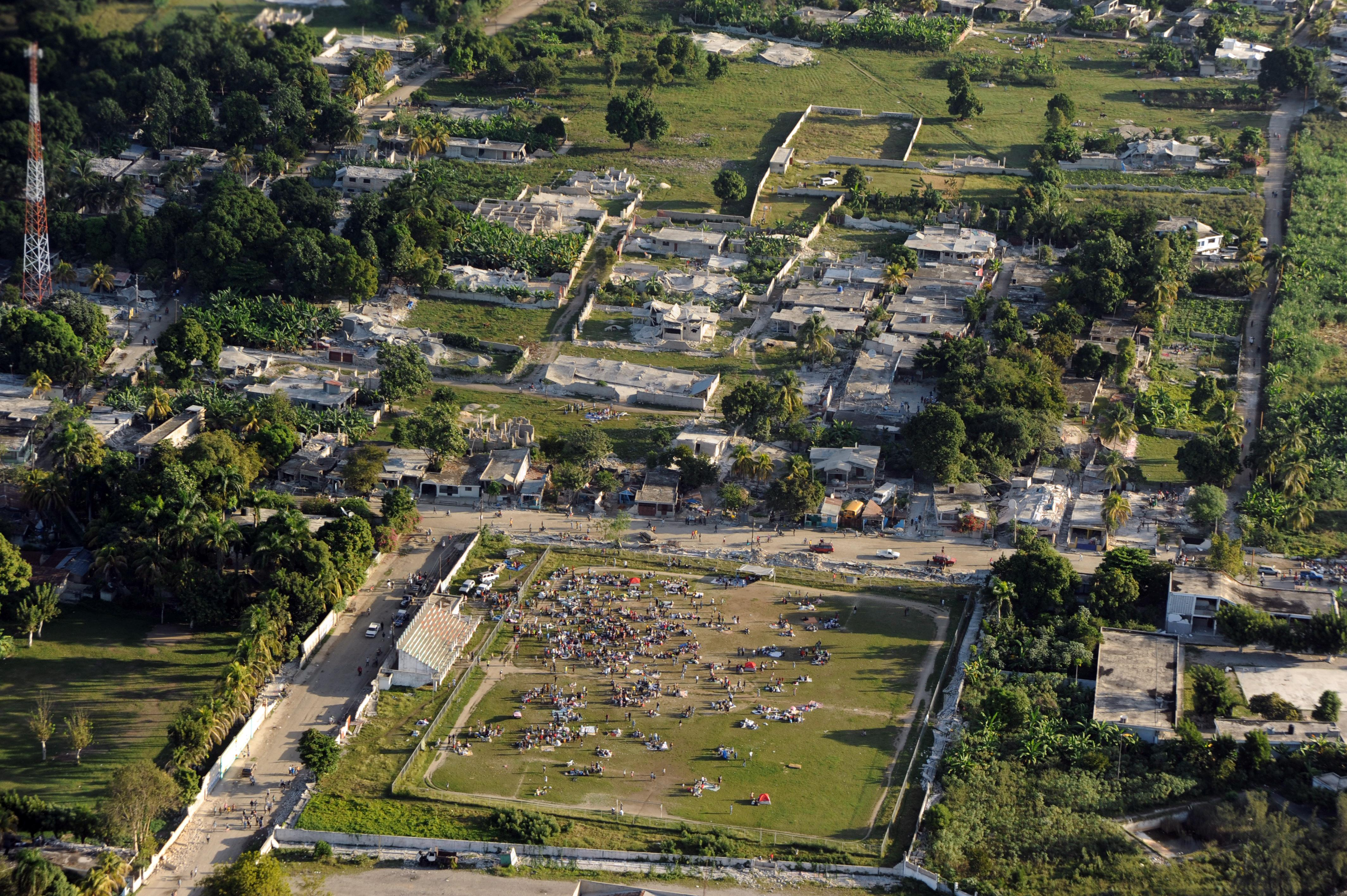
Luftbild von Erdbebenschäden in Léogâne

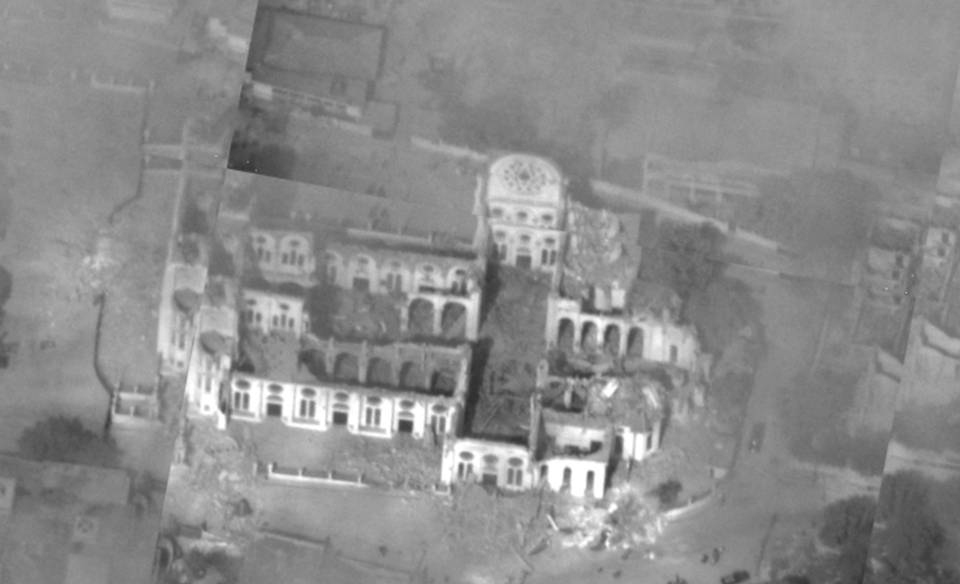
Zerstörte Kathedrale

Gemäß einer Einschätzung der Vereinten Nationen war die Ausgangslage wegen mangelnder Infrastruktur verheerender als die der Tsunami-Katastrophe 2004 im Indischen Ozean.
In Port-au-Prince selbst wurden neben Tausenden von anderen Bauwerken auch die katholische Kathedrale von Port-au-Prince, bei deren Einsturz auch der Erzbischof von Port-au-Prince, Joseph Serge Miot, getötet wurde, die anglikanische Holy Trinity Cathedral, und ein ehemaliges Kinderkrankenhaus zerstört.
Unter den Opfern sind auch Angehörige der UN-Friedensmission MINUSTAH. Deren genaue Anzahl war Mitte Januar 2010 ungeklärt, die Vereinten Nationen konnten bis zum 29. Januar 84 Todesfälle bestätigen, darunter drei deutsche Staatsbürger, sowie 30 Verletzte und 44 weiterhin Vermisste. Betroffen waren Blauhelm-Soldaten und Polizisten aus über einem Dutzend Ländern sowie Dutzende von zivilen Mitarbeitern. Die später veröffentlichte endgültige Liste der seitens der UN zu Tode gekommenen umfasst 102 Personen.
Bereits in den ersten Tagen nach dem Beben wurde bekannt, dass der Leiter der Mission und UN-Sondergesandte für Haiti, Hédi Annabi (Tunesien) sowie dessen Stellvertreter Luiz Carlos da Costa (Brasilien) und der Leiter der internationalen Polizeieinheiten, Doug Coates (Royal Canadian Mounted Police), beim Einsturz des fünfgeschossigen Christopher Hotels, des Hauptquartiers der Friedensmission, getötet worden waren.
Ebenfalls weitgehend in sich zusammengestürzt ist der haitianische Präsidentenpalast; der Präsident des Landes, René Préval, überlebte das Beben trotz der Zerstörung der oberen Etagen des Gebäudes. Unter den Todesopfern waren auch mehrere Politiker, darunter der Oppositionsführer Michel Gaillard, die katholische Medizinerin Zilda Arns und der Schriftsteller Georges Anglade.
Die Rettung der Verschütteten und die schnelle Hilfeleistung für die Bevölkerung direkt nach dem Beben wurden durch mehrere Faktoren erschwert. Das Erdbeben geschah eine Stunde vor Einbruch der Dunkelheit und Strom- und Telefonnetze fielen aus. Vorsorgeplanungen für einen derartigen Katastrophenfall gab es in Haiti nicht, und die medizinische Infrastruktur wurde von den Zerstörungen mitbetroffen oder durch den Hilfsbedarf überfordert. Die Ermittlung der genauen Opferzahlen erweist sich als schwierig, weil viele der Opfer nicht identifiziert und ohne genaue Zählung in Massengräbern verscharrt oder von ihren Angehörigen an Ort und Stelle begraben wurden.
Nach Angaben der IKRK sind bis zu drei Millionen Menschen von dem Erdbeben betroffen, dies entspricht einem Drittel der Bevölkerung Haitis.
Die Hilfsorganisation Ärzte ohne Grenzen teilte in Deutschland mit, dass ihre Traumaklinik in Port-au-Prince schwer beschädigt worden sei. Nach Augenzeugenberichten lag unmittelbar nach dem Erdbeben eine Staubwolke über der Hauptstadt, tausende Gebäude seien eingestürzt.
Schlimm traf es die Slums der Millionenstadt, da die Hänge, an denen sich die Hütten befinden, zum Großteil abgerutscht sind. Nach dem Beben herrschten in der Hauptstadt katastrophale und chaotische Verhältnisse. Kabelverbindungen waren unterbrochen, und bei der Suche nach verschütteten Personen hatten die Helfer meist nur ihre bloßen Hände zur Verfügung.

## Absehbare unmittelbare Folgen
Wegen des desolaten Gesundheitssystems drohte eine unzureichende Versorgung der Verletzten, des Weiteren waren dringend benötigte Medikamente knapp.
Die innere Sicherheit in der Krisenregion brach zusammen. Es kam zu Gewalt und Plünderungen. Zahlreiche Kinder haben das Land nach dem Beben verlassen. Die haitianischen Behörden gehen von erheblich gestiegenem Kinderhandel aus.
Die für Ende Februar in Haiti anstehende Parlamentswahl wurde bis auf weiteres verschoben, da ein Wahlkampf nicht stattfinden kann. Die Büros der Wahlkommission wurden durch das Beben ebenfalls zerstört und Wahlunterlagen verschüttet.

## Hilfsmaßnahmen

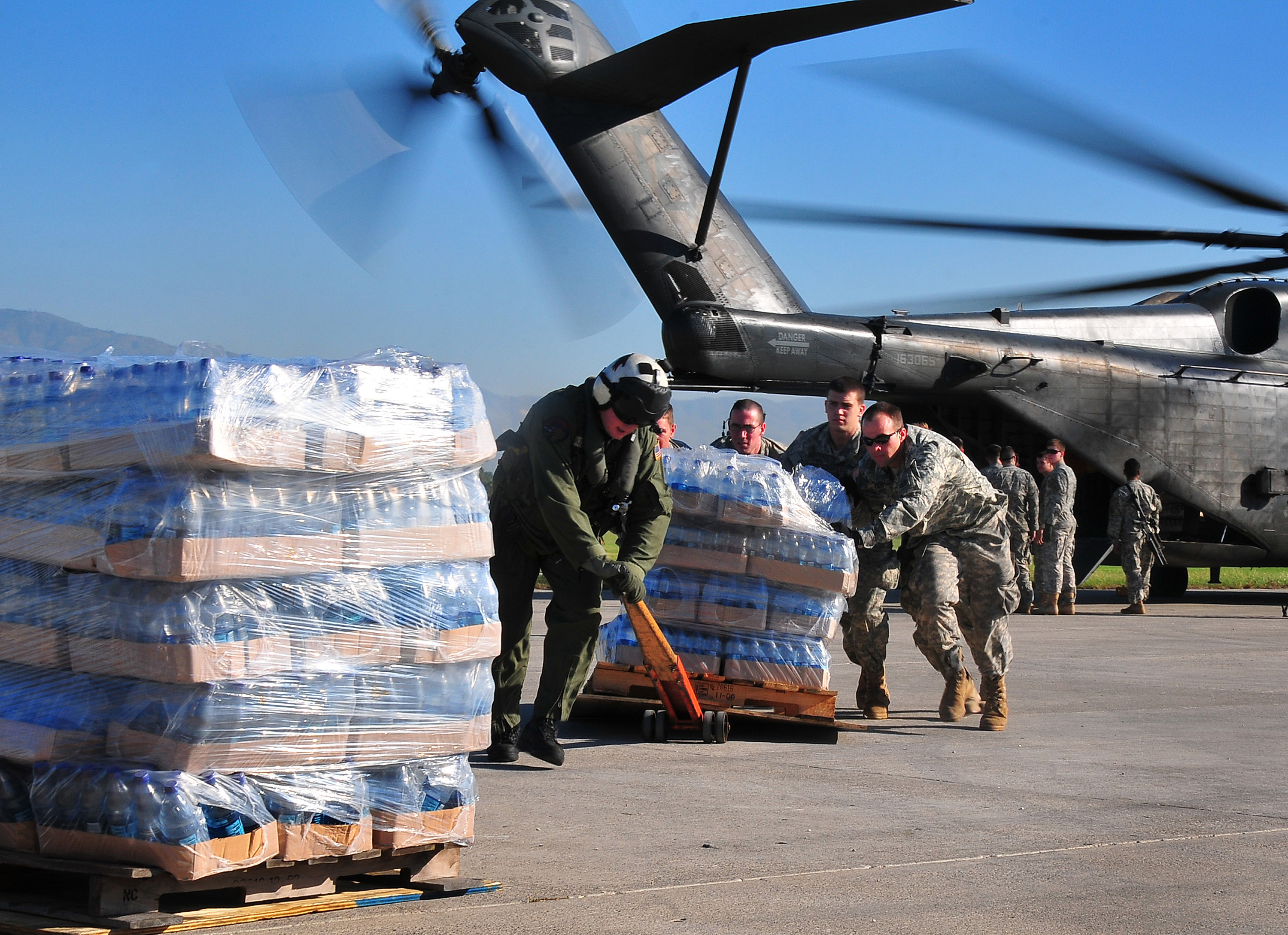
US-Hilfsgüter treffen am Flughafen von Port-au-Prince ein.

Unmittelbar nach dem Erdbeben liefen internationale Hilfsmaßnahmen für die betroffene Bevölkerung an. Der Staat Haiti war bei diesem Ausmaß an Zerstörungen nicht in der Lage, selbst ausreichend Hilfskräfte und -güter zu organisieren.
Als erste hilfeleistende Nation war das Nachbarland, die Dominikanische Republik; seit den frühen Stunden des 13. Januar unterstützte es mit acht mobilen Kliniken und acht Krankenwagen, medizinischem Personal und Ausrüstung in Port-au-Prince. Ebenso wurden entlang der Grenze alle Gesundheitseinrichtungen aufgerüstet, um Verletzte aufzunehmen. Als Sofortmaßnahme wurde die Entsendung von Lebensmittelrationen, Matratzen und Decken angeordnet. Weiter genehmigte Präsident Leonel Fernández die tägliche Verteilung von 300.000 Rationen ungekochter und 10.000 Rationen warmer Mahlzeiten, die über zehn mobile Küchen ausgegeben wurden. Ebenso wurden 40 Baumaschinen wie Bagger, Planierraupen und Muldenkipper für Räumungsarbeiten nach Port-au-Prince entsandt und acht 7500 l fassende Zisternenwagen waren im Einsatz, um die Bevölkerung mit Wasser zu versorgen. Die Einwanderungsbehörden und die Streitkräfte wurden angewiesen, sich nach besten Kräften an der Kanalisierung der Hilfe und Unterstützung der Opfer zu beteiligen. So wurden zum Beispiel Militärhubschrauber für Verletztentransporte eingesetzt.
Um die Telekommunikation wiederherzustellen, waren 20 Techniker des Instituto Dominicano de las Telecomunicaciones (Indotel) in Zusammenarbeit mit verschiedenen privaten Anbietern im Einsatz.
Der Sicherheitsrat der Vereinten Nationen beschloss am 19. Januar die Aufstockung der Friedensmission um 3500 Personen, die sich aus Soldaten und Polizisten zusammensetzen sollten.

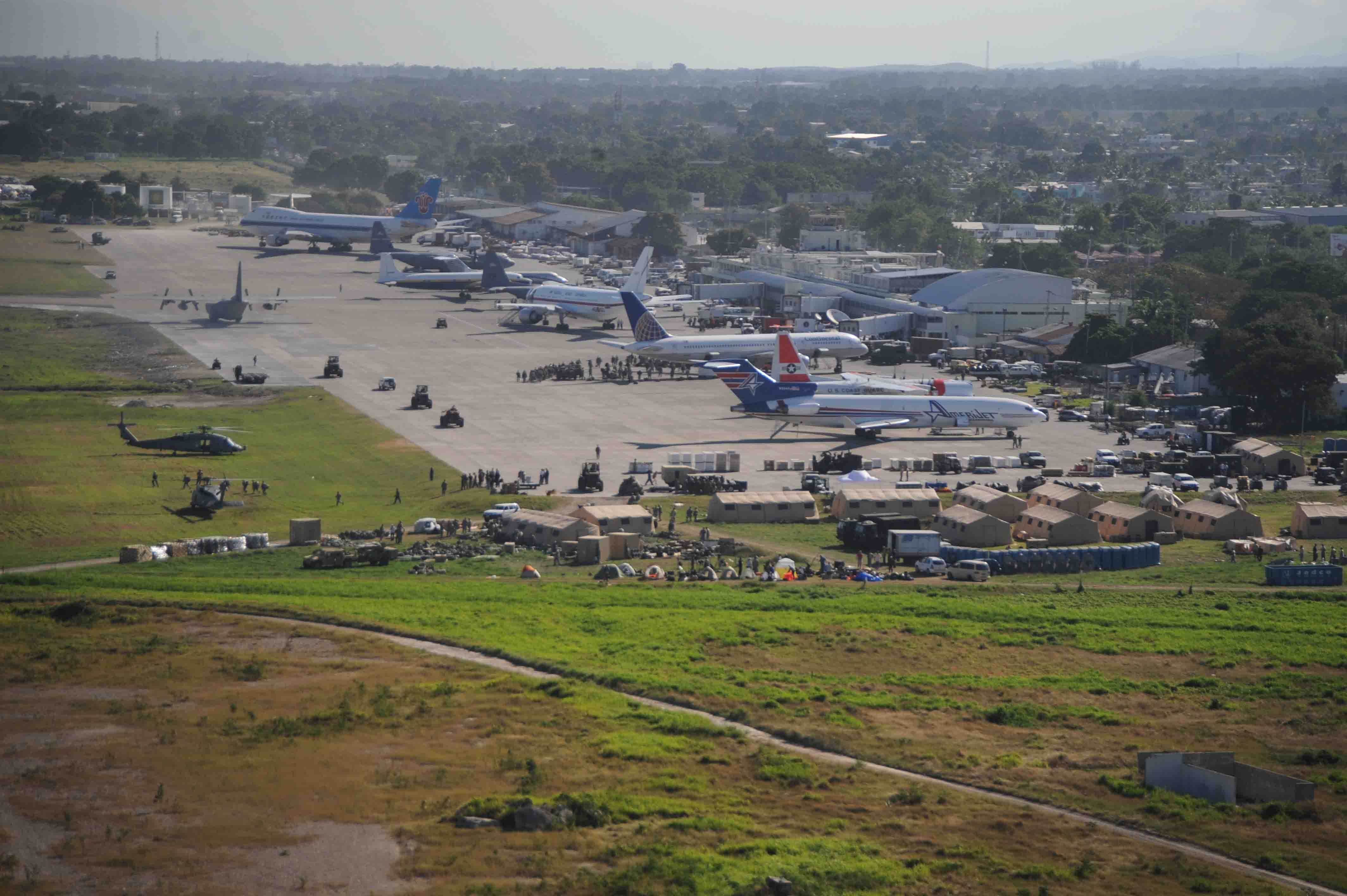
Flugzeuge mit Hilfsgütern werden am Flughafen entladen, 17. Januar 2010

US-Präsident Barack Obama bat seine Amtsvorgänger George W. Bush und Bill Clinton, private finanzielle Mittel für die US-Nothilfe einzuwerben; für die Organisation militärischer Hilfe setzte er P. K. Ken Keen ein.
Die US-Regierung und die Weltbank gaben jeweils 100 Millionen US-Dollar an Finanzhilfen frei. Die Vereinigten Staaten setzten rund 6000 Soldaten und mehrere mit Hilfsgütern beladene Schiffe in das Krisengebiet in Marsch. Der Name der US-Operationen lautet Unified Response.
Die Vereinigten Staaten entsandten in großem Umfang Hilfskräfte aus ihren Streitkräften, darunter ein Hospitalschiff der United States Navy, die Comfort sowie den Flugzeugträger Carl Vinson und weitere Schiffe, die insbesondere mit Hubschraubern die Rettungsarbeiten unterstützten. Am 24. März verließ mit der Bataan das letzte Schiff der US Navy Haitis Küste.
Die Republik Kuba hatte zuvor schon über 400 Ärzte in Haiti stationiert, die unmittelbar nach der Katastrophe damit begannen, sich um die medizinische Versorgung der Bevölkerung zu kümmern. Kurz nach dem Beben wurden die Brigaden um 32 Helfer aufgestockt. Auch Venezuela entsandte Hilfsbrigaden. Bis 20. Januar wurden über 18.000 Patienten von kubanischen Ärzten behandelt. Die finanziellen Mittel für Kubas Hilfe wurden in wesentlichen Teilen von Norwegen bereitgestellt.
Während die Hilfskräfte der meisten Länder nicht länger als zwei Monate in Haiti blieben, stieg die zahlenmäßige Stärke der kubanischen Brigaden stetig an, so dass bei Ausbruch der Choleraepidemie im Oktober 900 Helfer aus Kuba auf 40 Stützpunkten im ganzen Land tätig waren.
Nach einem Hilfeaufruf der UNO Anfang Dezember, dass nicht einmal zehn Prozent der mit Dringlichkeit erbetenen 164 Millionen US-Dollar an Hilfsgeldern erreicht werden konnten, schickte Kuba weitere 300 Ärzte. Zwischen 30 und 40 Prozent aller behandelten Erkrankten werden seit dem Ausbruch der Cholera von Kubanern behandelt.
Auch die ehemalige Kolonialmacht Frankreich entsandte Hilfskräfte. Die EU-Außenbeauftragte Catherine Ashton teilte mit, es gäbe nach dem Erdbeben „zahlreiche EU-Bürger, die vermisst werden“. In den meisten EU-Ländern wurden unterdessen Spendenkonten eingerichtet.

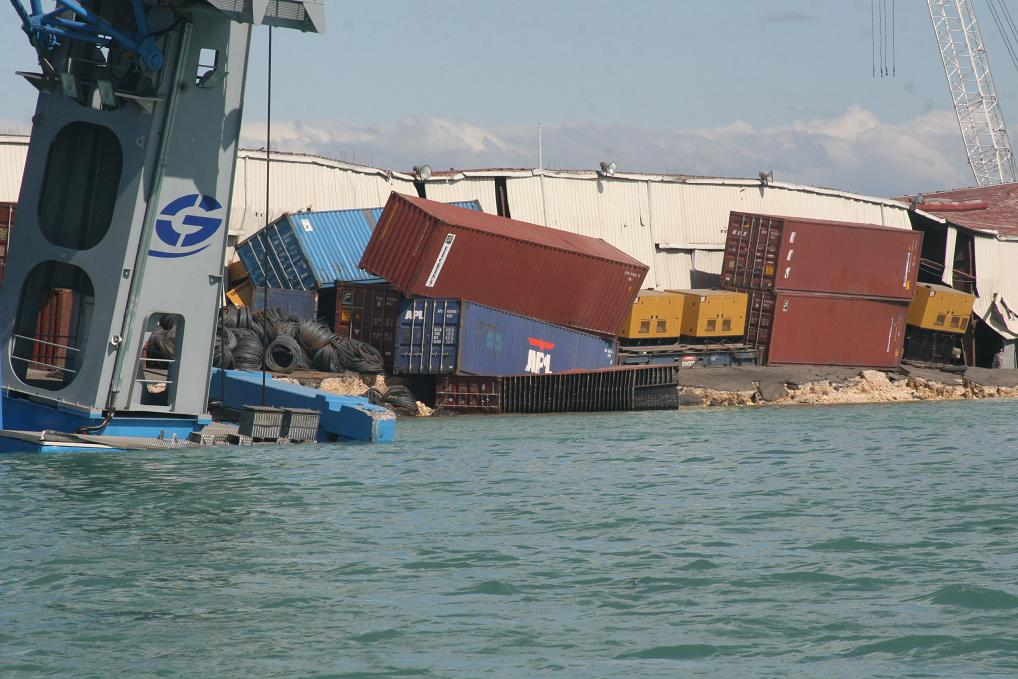
Der Hafen wurde durch die Auswirkungen des Erdbebens unbrauchbar.

Internationale Hilfsaktionen wurden durch mangelnde Abfertigungskapazität am Aéroport international Toussaint Louverture stark behindert, so dass viele Flugzeuge mit Hilfsgütern Ausweichflughäfen anfliegen mussten und Hilfsgüter per Fallschirm abgeworfen wurden.
Auch der Hafen von Port-au-Prince war durch die Zerstörung praktisch nicht mehr dazu in der Lage, internationale Hilfslieferungen anzunehmen.
Zur Verbesserung der Lage hat die Regierung die Kontrolle des Flughafens und des Hafens in der Hauptstadt Port-au-Prince vorübergehend an das US-Militär übertragen.
Der CEO der Royal Caribbean Cruises, Adam Goldstein, kündigte an, dass der gepachtete Privathafen Labadee zur Anlandung von Hilfsgütern zur Verfügung gestellt wird. Von dort sind es allerdings etwa 200 km Luftlinie bis zur Region um Port-au-Prince.
Wesentlich erschwert wurden die internationalen Hilfsmaßnahmen nach verschiedenen Berichten durch anarchische Verhältnisse und Anomie. Schwere Kriminalität, Korruption und fehlende staatliche Strukturen waren schon vor dem Erdbeben weit verbreitet.
Bis zur offiziellen Einstellung der Suche nach Überlebenden am 22. Januar wurden 132 Personen lebend aus den Trümmern geborgen, doch auch danach wurden noch einige Personen lebend aus den Trümmern befreit, zuletzt am 27. Januar.
Etwa drei Monate später fand auf Einladung der UNO am 28. März eine Haiti-Geberkonferenz in New York statt, um Zukunftskonzepte zu erörtern. Die Schäden des Bebens wurden mittlerweile auf acht Milliarden Dollar geschätzt. 1,3 Millionen Personen waren obdachlos. Für die kommenden zwei Jahre sagten die Teilnehmer Hilfen in Höhe von 5,3 Milliarden Dollar (3,9 Milliarden Euro) zu und über einen 10-Jahres-Zeitraum ca. 9,9 Milliarden Dollar finanzielle Unterstützung. Dabei stellte Haitis Regierung den zahlreichen Organisationen und Staaten auch einen „Aktionsplan für nationalen Wiederaufbau und Entwicklung“ vor.

### Deutsche Hilfsmaßnahmen

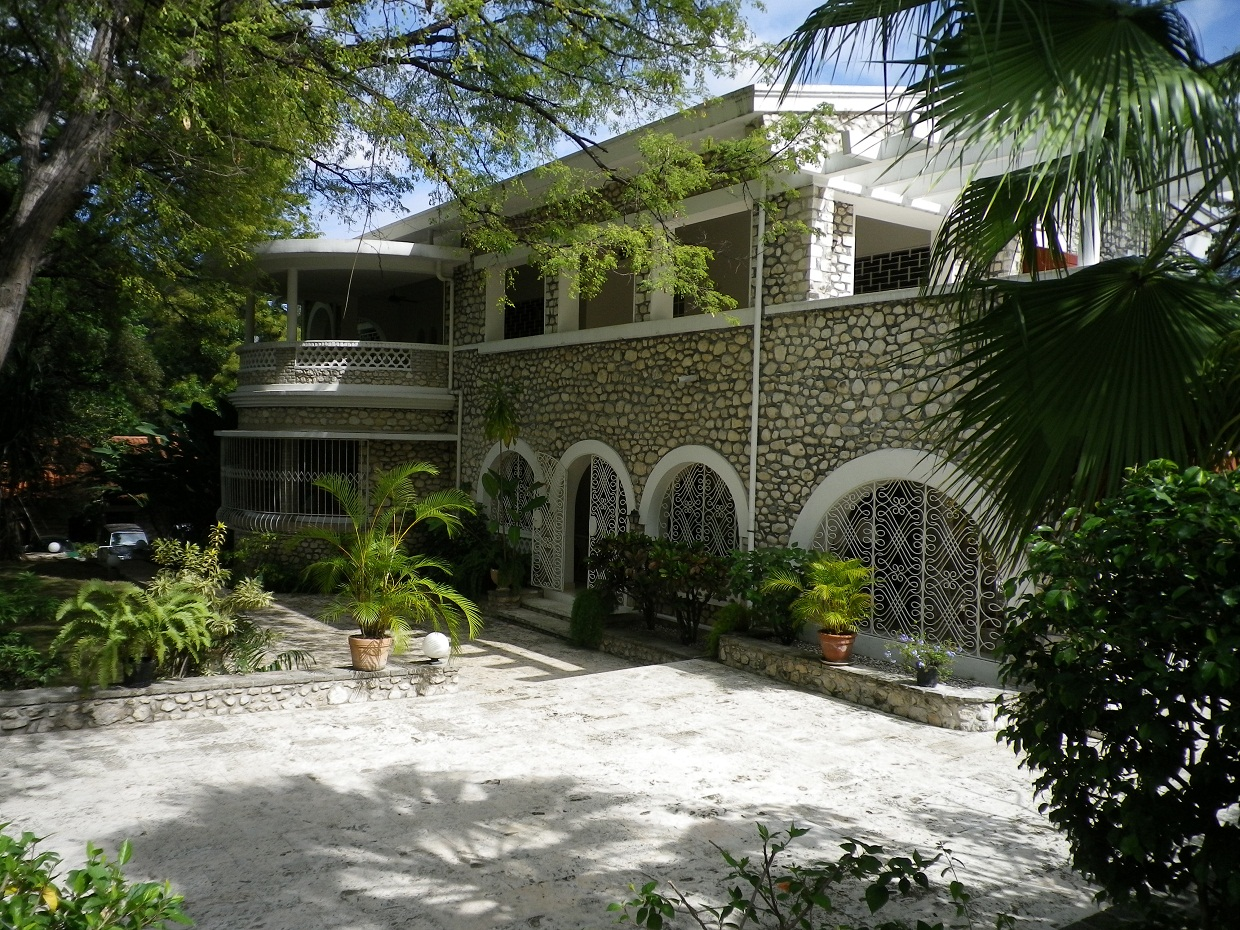
Residenz nach der Renovierung

Die Botschaft der Bundesrepublik Deutschland in Port-au-Prince war eine sog. Kleinstvertretung. Außer dem Botschafter verfügte sie über einen entsandten Sachbearbeiter und zehn lokal beschäftigte Hilfskräfte. Die Kanzlei war 7 Minuten vor Dienstschluss voll besetzt, während die auf demselben Gelände befindliche Residenz des Botschafters wegen umfassender Renovierung leer stand. Beide Gebäude wurden vom Erdbeben praktisch nicht beschädigt. Von hier aus wurden in den folgenden Wochen und Monaten die Hilfsmaßnahmen der Bundesregierung und vieler privater Organisationen – so weit es möglich war – koordiniert.
Am Tag 4 nach dem Erdbeben trafen Mitarbeiter des Technischen Hilfswerks (THW) ein, um die Botschaft bei ihren Aufgaben zu unterstützen und eine Wasseraufbereitungsanlage in zentraler Lage zu errichten.
Die Deutsche Gesellschaft für Internationale Zusammenarbeit (GIZ) hatte ihr Einsatzgebiet in der Region rund um die Stadt Léogâne. Dort waren nach dem Erdbeben beinahe alle Häuser zerstört, die Infrastruktur war komplett zusammengebrochen. Zunächst wurde die Bevölkerung mit dem Nötigsten versorgt und rund 1,3 Millionen Rationen Nahrungsmittel und Trinkwasser verteilt. In einem zweiten Schritt wurden rund 3.500 Übergangsunterkünfte gebaut, in denen knapp 12.000 Menschen eine Zuflucht fanden. Die GIZ wurde im Auftrag des Bundesministeriums für wirtschaftliche Zusammenarbeit (BMZ) tätig.
Das Deutsche Rote Kreuz (DRK) unternahm den größten humanitären Hilfseinsatz seiner Geschichte in Haiti. Insgesamt spendeten Privatpersonen und Unternehmen 32,7 Millionen Euro an das DRK. Die Mittel wurden für die akute Sofort- und Nothilfe, den Bau von Unterkünften, Gesundheitsprojekte und für die Katastrophenvorsorge einsetzte. In einem Stadion im Ort Carrefour errichtete das DRK ein mobiles Krankenhaus. Innerhalb von zehn Monaten wurden dort 70.000 Patienten behandelt und 2.500 Babys auf die Welt gebracht. Außerdem wurden in der Stadt Léogâne für 3.000 Familien sichere Häuser gebaut und monatlich eine Million Liter Trinkwasser bereitgestellt.
Der Arbeiter-Samariter-Bund (ASB) versorgte in Port-au-Prince die Menschen mit Lebensmitteln. Zusätzlich wurden 8,5 Tonnen Hygieneartikel für Familien und Babys bereitgestellt. Die Hilfsgüter wurden zusammen mit ADRA Deutschland an bedürftige Familien ausgeteilt. In der Küstenstadt Petit-Goâve belieferte der ASB ein Waisenheim und Kinderkrankenhaus mit Grundnahrungsmitteln wie Reis, Mais, Sojabohnen und Öl. Weitere Lebensmittelverteilungen wurden dort in Kooperation mit der GIZ durchgeführt. Knapp 40.000 Menschen konnten durch die Hilfsmaßnahmen erreicht werden. Medizinische Hilfsmittel wurden an das Feldkrankenhaus in Fonds-Parisien, wo ASB-Helfer vor allem mit der medizinischen Nachversorgung der Schwerstverletzten und der Patienten mit Amputationen betraut waren.

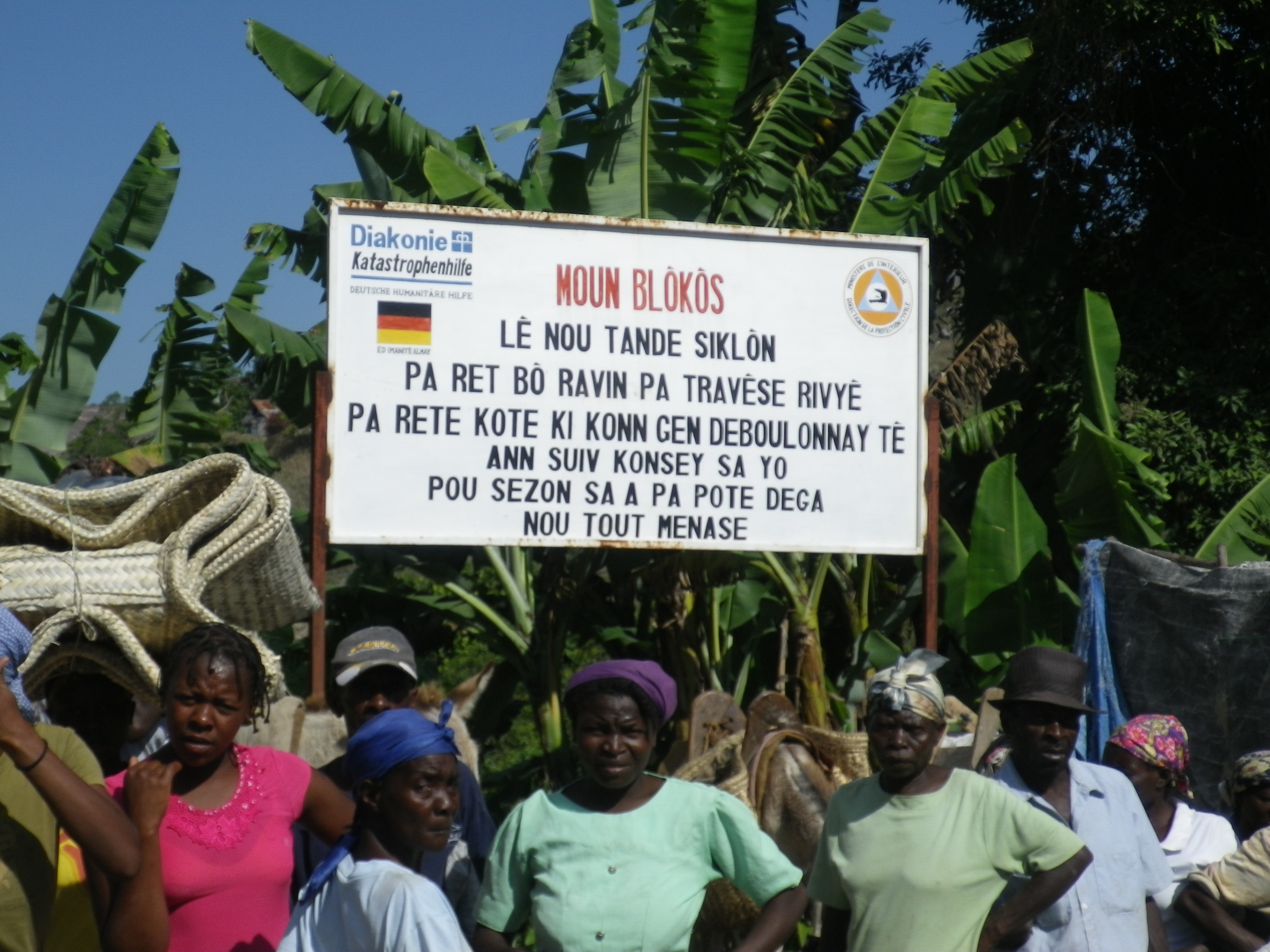
Projekt der Diakonie in Bainet

Die Diakonie Katastrophenhilfe versorgte als Nothilfe nach dem Erdbeben rund 60.000 Menschen mit Zelten und Dingen für den täglichen Gebrauch. Sie baute ferner 2.115 Häuser erdbebensicher wieder auf.
Die Hilfsorganisationen der Aktion Deutschland Hilft, z. B. Johanniter und Malteser waren ebenfalls prominent an den Hilfsmaßnahmen beteiligt.
Es bestand eine enge Zusammenarbeit der deutschen Stellen vor Ort mit der Botschaft Frankreichs, deren Kanzlei ebenso wie die Residenz des Botschafters vom Erdbeben zerstört worden war. Aufgrund der engen Beziehungen der früheren Kolonialmacht verfügte Frankreich gleichwohl über weitaus bessere Möglichkeiten der Soforthilfe. Im Park der unbrauchbaren Residenz des Botschafters entstand eine Sammelstelle für zu evakuierende Ausländer. Frankreich organisierte den Bustransport zum Flughafen, sobald sich eine Evakuierungsmöglichkeit ergab. Auch deutsche Staatsangehörige kamen in den Genuss dieser Hilfe.

## Unterbringung der Obdachlosen
Etwa eineinhalb Monate nach dem Beben fehlten für viele Opfer noch die Obdachlosenheime. Es gab zwar bereits Hunderte provisorischer Lager neben den Haustrümmern, an Straßenrändern, auf Fußballplätzen. Allerdings fehlten den meisten Camps (engl.: „refugee camp“) Latrinen und Stromanschlüsse. Das größte Camp hatte sich auf dem Champs de Mars in Port-au-Prince ausgebreitet, auf dem zentralen Platz gegenüber dem zerstörten Präsidentenpalast. Rund 30.000 Menschen lebten dort schätzungsweise. Nach Angaben des Roten Kreuzes hatte zu Beginn des Monats März 2010 erst die Hälfte der rund 1,3 Millionen Obdachlosen eine Notunterkunft gefunden. Damit drohten weitere gesundheitliche Schäden durch Epidemien etc.
Etwa 58.000 Menschen nahmen die USA auf und gewährten ihnen einen vorübergehenden Schutzstatus (temporary protected status (TPS)). Der Status wurde bis Mai 2017 verlängert, dann erfolgte eine letzte Verlängerung um sechs Monate und Heimatschutzminister John F. Kelly forderte die Betroffenen auf, bis zum 22. Januar 2018 ihre Ausreise in die Wege zu leiten.
Im Sommer 2017 versuchten daraufhin zahlreiche Haitianer in den USA einer drohenden Abschiebung zu entgehen, indem sie sich illegal nach Kanada begaben, um dort Asyl zu beantragen.
Im November 2017 gab die US-Regierung bekannt, dass man sich mit der Regierung Haitis und Gemeindevertretern beraten habe: Die Obdachlosigkeit in Haiti sei um 97 % gesunken, die Stabilität und Lebensqualität hätten sich verbessert und das Land sei in der Lage, seine Bürger wieder aufzunehmen. Der Termin, zu dem die Ausreise aus den USA spätestens erfolgt sein muss, wurde von der geschäftsführenden Ministerin für Heimatschutz Elaine Duke auf Juli 2019 festgelegt.

## Finanzierung der Hilfen, Spendensammlungen
Zahlreiche Staaten kündigten Finanzhilfen für die Notversorgung der Opfer an, darunter Kanada, Australien, Kolumbien, Venezuela, Panama, Deutschland Österreich und die Schweiz. Ebenfalls haben viele Hilfswerke Sofortmaßnahmen angekündigt und führen diese zum Teil noch weiter durch. Am 22. Januar 2010 wurde eine erste Telethon Hope for Haiti Now: A Global Benefit for Earthquake Relief international gesendet, die unter den Fernsehzuschauern Spenden für die Opfer einsammeln sollte (CBS Los Angeles, Kaufman Astoria Studios New York und The Hospital in London). Eine Ende März 2010 in New York tagende internationale Geberkonferenz ergab Hilfszusagen in Höhe von insgesamt 9.900 Millionen US-Dollar. Am 21. Juli 2010 beschloss der Internationale Währungsfonds, dem Land sämtliche Schulden, in Höhe von 268 Millionen Dollar, zu erlassen. Gleichzeitig erhielt die Zentralbank Haitis einen Drei-Jahres-Kredit über 60 Millionen Dollar um exzessiven Währungsschwankungen entgegentreten zu können.
| Land/Institution             | Beträge in Millionen Euro | Beträge in Millionen Euro            | Beträge in Millionen Euro |
| Land/Institution             | staatlich                 | privat                               | insgesamt                 |
| ---------------------------- | ------------------------- | ------------------------------------ | ------------------------- |
| Äquatorialguinea             | 1,41 (2 Mio. USD)         | noch offen                           | noch offen                |
| Australien                   | 9,7 (15 Mio. AUD)         | noch offen                           | noch offen                |
| Botswana                     | 0,104 (1 Mio. BWP)        | noch offen                           | noch offen                |
| Brasilien                    | 10                        | noch offen                           | noch offen                |
| Britische Jungferninseln     | 0,057 (80.000 USD)        | noch offen                           | noch offen                |
| Volksrepublik China          | 3,84 (5,40 Mio. USD)      | noch offen                           | noch offen                |
| Demokratische Republik Kongo | 1,76 (2,5 Mio. USD)       | noch offen                           | noch offen                |
| Deutschland                  | 17                        | >27,86                               | >44,86                    |
| Europäische Kommission       | 420                       | —                                    | 420                       |
| Frankreich                   | 10                        | noch offen                           | noch offen                |
| Irland                       | 20                        | noch offen                           | noch offen                |
| Italien                      | 45                        | noch offen                           | noch offen                |
| Japan                        | 4,73 (5,33 Mio. USD)      | noch offen                           | noch offen                |
| Kosovo                       | 0,05                      | noch offen                           | noch offen                |
| Kambodscha                   | 0,042 (60.000 USD)        | noch offen                           | noch offen                |
| Liberia                      | 0,035 (50.000 USD)        | noch offen                           | noch offen                |
| Luxemburg                    | 0,7                       | noch offen                           | noch offen                |
| Namibia                      | 0,69 (7,4 Mio. NAD)       | 0,40 (402.000 NAD) 0,06 (58.120 NAD) | ~1,10                     |
| Niederlande                  | 41,72                     | 41,72                                | ~83,45                    |
| Norwegen                     | 12,26 (100 Mio. NOK)      | noch offen                           | noch offen                |
| Österreich                   | 2,8                       | 14,5                                 | 17,3                      |
| Saudi-Arabien                | 50 Mio. US-Dollar         | noch offen                           | noch offen                |
| Schweiz                      | 5,1 (7,5 Mio. CHF)        | 34,8 Mio. Euro (51.3 Mio. CHF)       | >56,4                     |
| Türkei                       | 0,705 (1 Mio. USD)        | noch offen                           | noch offen                |
| Haiti                        | 3,39 (5 Mio. CHF), vakant | noch offen                           | noch offen                |
| Vereinigte Staaten           | 69,52 (100 Mio. USD)      | >148 (>210 Mio. USD)                 | >217,52                   |
| Vereinigtes Königreich       | 23 (20 Mio. GBP)          | noch offen                           | noch offen                |
| Weltbank                     | 69,52 (100 Mio. USD)      | —                                    | 69,52 (100 Mio. USD)      |
| gesamt                       | ca. 764,75                | ca. 259,18                           | ca. 1023,93               |

## Kritik am Krisenmanagement
Der venezolanische Präsident Hugo Chávez erklärte Ende Januar 2010 seine Sichtweise, die USA hätten das Beben zur „Invasion und militärischen Übernahme Haitis“ genutzt.
Auch andere Länder und in der Nothilfe bekannte Personen äußerten Kritik über das Vorgehen der Vereinigten Staaten.
Laut Angaben des US-amerikanischen Senders National Public Radio sind vom American Red Cross und anderen Nichtregierungsorganisationen gezahlte Hilfsgelder in Höhe von ca. 500 Millionen US-Dollar nur in sehr begrenztem Umfang den Betroffenen zugutegekommen.

## Cholera-Erkrankungen
Ende Oktober 2010 rief Haiti nach dem Ausbruch von Cholera-Erkrankungen landesweit den sanitären Notstand aus. Die Infektionen traten zunächst in der ländlichen Provinz Artibonite, nördlich der Hauptstadt Port-au-Prince, auf. Am 9. November 2010 wurden erstmals Cholera-Erkrankungen in der Hauptstadt gemeldet. Zu diesem Zeitpunkt waren bereits mehr als 550 Menschen an der Krankheit gestorben, mehr als 8000 Haitianer waren infiziert. Erschwert wurde die medizinische Versorgung der Bevölkerung durch die einsetzende Regenzeit und durch schwere Überschwemmungen in der Provinz Artibonite infolge des Hurrikans Tomas Anfang November 2010.

## Sexuelle Ausbeutung der Bevölkerung durch Mitarbeiter von Hilfsorganisationen
Schon während der laufenden Hilfsaktionen kamen Vorwürfe auf, dass Mitarbeiter ausländischer Hilfsorganisationen die Notlage der Bevölkerung ausnutzten und sexuelle „Gefälligkeiten“ im Austausch für Hilfsleistungen, Nahrungsmittel, Medikamente oder andere lebensnotwendige Gegenstände einfordern würden. Die Vorwürfe betrafen zunächst das 114 Mann starke Kontingent sri-lankischer Soldaten in Haiti. Eine UN-Untersuchung kam im März 2008 zu dem Schluss, dass „Akte sexueller Ausbeutung und sexuellen Missbrauchs (gegen Kinder) häufig vorkamen und sich üblicherweise nachts, und praktisch an jedem Ort, an dem die besagten Soldaten stationiert waren, ereigneten“. Die 114 Soldaten wurden im November 2007 aus, wie es damals offiziell hieß, „disziplinarischen Gründen“ aus Haiti abgezogen. Die Vereinten Nationen leiteten danach in Zusammenarbeit mit der sri-lankischen Regierung Strafverfahren gegen einige der Soldaten ein.
Ähnliche Vorwürfe der sexuellen Ausbeutung wurden gegen Mitarbeiter der britischen Hilfsorganisation Oxfam erhoben. Im Jahr 2011 wurde nach einer internen Untersuchung vier Oxfam-Mitarbeitern gekündigt. Drei führende Oxfam-Mitarbeiter, darunter der damalige für Haiti zuständige Oxfam-Direktor Roland van Hauwermeiren, traten von ihren Posten zurück. Am 9. Februar 2018 erschien in der britischen Tageszeitung The Times ein Artikel, in dem führenden Oxfam-Mitarbeitern vorgeworfen wurde, in Haiti nach dem Erdbeben Prostituierte frequentiert zu haben, darunter auch Minderjährige. Der Hilfsorganisation wurde vorgeworfen, den Skandal vertuscht zu haben. Oxfam bestritt, die Vorkommnisse verheimlicht zu haben, und nannte das Verhalten der eigenen Mitarbeiter „absolut inakzeptabel“. Minderjährige seien jedoch nicht involviert gewesen.
Der zuständige britische Kulturstaatssekretär Matt Hancock forderte Oxfam daraufhin auf, sämtliche Dokumente zu den Vorfällen an die Charity Commission for England and Wales, eine Kommission, die die Tätigkeit von gemeinnützigen Hilfsorganisationen überwacht, zu übergeben. Nach Erhalt der Dokumente erklärte die Kommission, dass sie 2011 nur unvollständig durch Oxfam informiert worden sei. In der Folge kam Oxfam erheblich unter Druck, einige Prominente stellten öffentlich ihre Unterstützung ein, Tausende Spender kündigten ihre Spenderabonnements und die britische Regierung drohte mit dem Stopp der bisherigen Transferzahlungen. In einem Bericht der Charity Commission aus dem Juni 2019 wurde Oxfam eine „Kultur des miserablen Benehmens“ attestiert und eine offizielle Verwarnung wegen „Misswirtschaft“ ausgesprochen. Oxfam habe zeitweilig „den Blick für Werte, für die es stünde, verloren“. Die Regierung Haitis untersagte nach Bekanntwerden des Skandals im Juni 2018 der Hilfsorganisation die weitere Betätigung im Land.

## Verschwörungstheorien: Claudia von Werlhof
Im Februar 2010 geriet die Politologin und Frauenforscherin Claudia von Werlhof in die Kritik, nachdem sie in einem Interview mit Der Standard eine Verschwörungstheorie ins Gespräch gebracht hatte, demnach die Vereinigten Staaten über eine Technik, genannt HAARP, verfügten, mittels derer sie künstlich Erdbeben auslösen könnten, und eben dieses Erdbeben in Haiti dadurch verursacht worden sein könnte.
Der Vorstand des Instituts für Politikwissenschaft Ferdinand Karlhofer distanzierte sich von der Verschwörungstheorie, die jeder wissenschaftlichen Grundlage entbehre, und sprach von einem „Schaden“ für den Ruf des Instituts. Werlhof antwortete in einem offenen Brief, dass sie „persönlich und keineswegs im Namen des Instituts ein Interview“ gegeben habe: Daher könne sie dem Institut auch keinen Schaden zugefügt haben. Und sie stellte die Frage in den Raum, ob das „Wissenschaftsverständnis des Instituts“ von „politischen Interessen geleitet“ sei.

## Film
- Haiti: Amputiert und ausgestoßen … (Frankreich, 2010, 20 Min.) Bericht über die Arbeit von Handicap International, das in Haiti ca. 10.000 Behinderte betreut.[123]
- Raoul Peck: Haiti: Tödliche Hilfe. Dokumentation, Arte 2012 (Online-Video (Memento vom 27. April 2014 im Internet Archive))